# Río Nébug
El río Nébug (del ruso: Небуг) es un río del krai de Krasnodar, en el Cáucaso Occidental, en el sur de Rusia. Discurre completamente por el raión de Tuapsé. Desemboca en el mar Negro en Nébug.

## Curso
Nace en las vertientes meridionales del Cáucaso occidental, en la ladera sur del monte Fashe. Tiene 18 km de longitud y una cuenca de 73.3 km². Su curso discurre predominantemente en dirección sursudoeste y está rodeado de montañas cubiertas de bosque. En su principal afluente por la orilla derecha, el río Ponezhina, se pueden admirar unas cascadas y rocas destacables.
Su caudal aumenta enormemente en las crecidas y puede alcanzar los 600 m³/s.

## Historia
En su valle se hallan dólmenes y las ruinas de una aul adigué.